# 安良岡康作
安良岡 康作（やすらおか こうさく、1917年9月14日 - 2001年10月1日）は、日本の国文学者。東京学芸大学名誉教授。日本中世文学、国語教育専攻。

## 略歴
- 1917年9月14日、埼玉県熊谷市に生まれる。
- 1934年3月、第二東京市立中学校（のち東京都立上野高等学校）第4学年修了。在学中、西尾実の教えを受ける。
- 1937年3月、第一高等学校卒業。
- 1940年3月、東京帝国大学文学部国文学科卒業。卒業論文「徒然草の自照性」。
- 1940年4月、日本文化中央聯盟研究員。
- 1941年4月、長野師範学校教諭。
- 1947年4月、東京第二師範学校女子部教諭。
- 1949年4月、東京学芸大学助教授。
- 1971年6月、東京学芸大学教授。
- 1981年4月、東京学芸大学定年退職。6月、名誉教授となる。
- 1981年4月、専修大学文学部教授。
- 1988年3月、専修大学定年退職。
- 2001年10月1日、死去。享年84。叙従四位、叙勲四等授旭日小綬章。

## 著作
- 『読むこと』福村書店（1956）
- 『徒然草全注釈』角川書店 上下（1967-1968）、のち角川学芸出版
- 『中世的文学の探究』有精堂出版（1970）
- 『徒然草 現代語訳対照』旺文社文庫（1971、全訳古典撰集、1994）
  - 『新訂 徒然草』岩波文庫（西尾実校注を改訂、1985）
- 『歎異抄 現代語訳対照』旺文社文庫（1974）、他に小学館「古典文学全集」
- 『文芸作品研究法』笠間書院（1977）
- 『新研究古文』旺文社（1978）
- 『方丈記』講談社学術文庫（1980）
- 『中世的文芸の理念』笠間書院（1981）
- 『古典鑑賞　徒然草の世界』教育出版 上下（1983）
- 『歎異抄全講読』大蔵出版（1990、新版2009）
- 『日本文芸における個性的文体の考察』笠間書院（1992）
- 『西尾実の生涯と学問』三元社（2002）
- 『正法眼蔵・行持』講談社学術文庫 上下（2002）
  - 元版「日本古典文学全集」小学館（1978、新編1995）